# Temmink: The Ultimate Fight
Temmink: The Ultimate Fight is een Nederlandse speelfilm uit 1998 van Boris Paval Conen met onder anderen Jack Wouterse, Jacob Derwig en Will van Kralingen, onder productie van Motel Films/VPRO.

## Verhaal
Ergens in de nabije toekomst komt Temmink, veroordeeld voor het zwaar verwonden van een jogger, terecht in de zogenaamde "Arena", een moderne versie van het Romeinse Colosseum. In deze glazen kooi bevechten agressieve criminelen elkaar, als klassieke gladiatoren op leven en dood, zij het met blote handen in een Free Fight. Temminks verblijf in de Arena verandert hem. Voor het eerst blijkt hij in staat om lief te hebben en vriendschap te sluiten.

## Rolverdeling
| Acteur                 | Personage           |
| ---------------------- | ------------------- |
| Jack Wouterse          | Temmink             |
| Jacob Derwig           | David               |
| Herman Gilis           | The Master          |
| Will van Kralingen     | Yvonne Bouhali      |
| Joe Montana            | Goliath             |
| Martin Schwab          | Saddam              |
| Harriët Stroet         | Milushka            |
| Sanneke Bos            | Ellen               |
| Hans Veerman           | rechter             |
| Toine van Peperstraten | Dink Bosgra         |
| Romijn Conen           | Richard Parel       |
| Victor Löw             | Hens de Boer        |
| Reinout Bussemaker     | Mijnheer Bakker     |
| Martijn Nieuwerf       | scater in park      |
| Tjalling van den Bosch | Rocky               |
| Hans Karsenbarg        | onderzoekscommissie |
| Marco Maas             | 2de tegenstander    |
| Ronald Schuurbier      | 3de tegenstander    |